# Zachariæs Selskab, august
Zachariæs Selskab, august er en dansk dokumentarisk optagelse fra 1907 foretaget af Peter Elfelt.

## Handling
Gæsterne stiger ind i hestevogne foran Fredensborg station. Kørel ud til skov, hvor vognene modtages af et sangkor. Der spises og drikkes.